# 5766 Carmelofalco
Az 5766 Carmelofalco (ideiglenes jelöléssel (5766) 1986 QR3) a Naprendszer kisbolygóövében található aszteroida. Henri Debehogne fedezte fel 1986. augusztus 29-én.